# 埃德温·埃基林
埃德温·埃基林（Edwin Ekiring，1983年12月22日—），乌干达男子羽毛球运动员。

## 簡歷
埃基林是非洲羽毛球选手，国际排名在第100位徘徊。他通过外卡的方式取得了北京奥运会男子单打的比赛资格，这也是首位参加奥运羽毛球比赛的乌干达运动员。在32强中5-21和8-21输给了韩国的朴成奐。
2012年，埃基林代表烏干達出戰英國倫敦舉行的奥林匹克运动会羽毛球比賽男子單打項目，在小組賽階段先後負於法國的布里斯·利弗德斯和香港的黃永棋，兩戰全敗出局。
2013年8月，埃基林參加中國廣州舉行的世界羽毛球錦標賽，出戰男子單打項目，首圈以2-0擊敗斯洛伐克選手亚罗利姆·维森晉級，但在第二圈就以0比2（11-21、18-21）不敵6號種子、香港的胡贇出局。
2015年8月，埃基林參加印尼雅加達舉行的世界羽毛球錦標賽，出戰男子單打項目。他在首圈以2-0擊敗烏克蘭選手德米特罗·扎瓦德斯基晉級，但在第二圈就以0比2（14-21、19-21）不敵11號種子、印度的普兰诺伊·H·S出局。

## 主要比賽成績
只列出曾進入準決賽的國際賽事成績：
| 年份   | 賽事                                     | 公開賽級別 | 項目     | 拍檔          | 成績   |
| ------ | ---------------------------------------- | ---------- | -------- | ------------- | ------ |
| 2007年 | 全非運動會羽毛球比賽                     | 其他       | 男子單打 | －            | 銅牌   |
| 2011年 | 全非運動會羽毛球比賽                     | 其他       | 男子單打 | －            | 銀牌   |
| 2014年 | 尼日利亞羽毛球國際賽                     | 國際系列賽 | 男子單打 | －            | 冠軍   |
| 2014年 | 南非羽毛球國際賽                         | 國際系列賽 | 男子單打 | －            | 亞軍   |
| 2014年 | 南非羽毛球國際賽                         | 國際系列賽 | 男子雙打 | 米兰·卢迪克   | 準決賽 |
| 2015年 | 烏干達羽毛球國際賽                       | 國際系列賽 | 男子雙打 | 米兰·卢迪克   | 亞軍   |
| 2015年 | 全非運動會羽毛球比賽 暨 非洲羽毛球錦標賽 | 其他       | 男子單打 | －            | 季軍   |
| 2015年 | 埃塞俄比亞羽毛球國際賽                   | 國際系列賽 | 男子單打 | －            | 準決賽 |
| 2015年 | 尼日利亞羽毛球國際賽                     | 國際系列賽 | 男子單打 | －            | 準決賽 |
| 2015年 | 埃及羽毛球國際賽                         | 未來系列賽 | 男子單打 | －            | 冠軍   |
| 2015年 | 摩洛哥羽毛球國際賽                       | 國際系列賽 | 男子單打 | －            | 亞軍   |
| 2015年 | 南非羽毛球國際賽                         | 國際系列賽 | 男子單打 | －            | 準決賽 |
| 2015年 | 博茨瓦納羽毛球國際賽                     | 國際系列賽 | 男子單打 | －            | 準決賽 |
| 2016年 | 科特迪瓦羽毛球國際賽                     | 未來系列賽 | 男子單打 | －            | 冠軍   |
| 2017年 | 烏干達羽毛球國際賽                       | 國際系列賽 | 男子單打 | －            | 亞軍   |
| 2017年 | 烏干達羽毛球國際賽                       | 國際系列賽 | 男子雙打 | Daniel Mihigo | 準決賽 |

| 2007-2017年 | 首要超級賽 | 超級賽 | 黃金大獎賽 | 大獎賽 | 國際挑戰賽 | 國際系列賽 | 未來系列賽 | 其他 |

| 2018-2026年 | 總決賽 | 超級1000賽 | 超級750賽 | 超級500賽 | 超級300賽 | 超級100賽 | 國際挑戰賽 | 國際系列賽 | 未來系列賽 | 其他 |

### 奧運會和世錦賽參賽紀錄
|          | 2008 | 2009 | 2010 | 2011 | 2012       | 2013 | 2014 | 2015 |
| -------- | ---- | ---- | ---- | ---- | ---------- | ---- | ---- | ---- |
| 男子單打 | 32強 | －   | －   | －   | 小組第三名 | 32強 | －   | 32強 |